# Ondřej Gillig
Ondřej Gillig (* 29. září 1976, Opava) je český kytarista, učitel na Janáčkově konzervatoři v Ostravě a Církevní konzervatoři v Opavě.

## Život
S hrou začal Gillig na Základní umělecké škole v Opavě, pod vedením Jarmily Bystroňové, následně začal studovat na Janáčkově konzervatoři v Ostravě, později také na Akademii múzických umění v Praze, kde studoval ve třídě profesora Štěpána Raka.
Od roku 1999 učí na Janáčkově konzervatoři v Ostravě.
Kromě České republiky vystupoval také na Slovensku, Maďarsku, Rakousku, Německu, Polsku a Srbsku.
V roce 2017 vystoupil k příležitosti oslav 60. výročí založení Janáčkovy konzervatoře v Ostravě společně se zpěvačkou Martinou Kociánovou.

## Úspěchy
V roce 1996 se stal jako jediný z českých účastníků finalistou Mezinárodního kytarového bienále v Kutné Hoře, kde získal 3. cenu.

## Významní žáci
Jedním z nejúspěšnějších žáků Ondřeje Gilliga je Milan Bator, jenž je významným českým pedagogem, hudebním teoretikem a publicistou.
Mezi jeho významné žáky patří také Jiří Meca, který je pedagogem na Církevní konzervatoři v Opavě, jenž je také významým interpretem